# ケムラー (ウルトラ怪獣)
ケムラーは、特撮テレビドラマ『ウルトラマン』をはじめとする「ウルトラシリーズ」に登場する、架空の怪獣。別名は毒ガス怪獣。

## 『ウルトラマン』に登場するケムラー
『ウルトラマン』第21話「噴煙突破せよ」に登場。
数千年前から死火山と思われていた大武山が火山活動を再開したことにより、突如噴火口から出現した怪獣。爬虫類的な外観を持ち、同様の外耳がない耳を持ち、どんな音も聞き分ける。ダイヤモンドの10倍の硬さを持つ背面の甲羅は打撃時に開閉し、内側の極彩色の部分を盾のように見せる。口から喉奥の発光とともに吐き出す黒い猛毒ガスが最大の武器であり、その成分は火山ガスと同じく高濃度の亜硫酸ガスの微細な粒子で構成されていることから、どこにでも浸透する。また、サソリのような二股になった尻尾の先から二条の破壊光線を発射する。見た目以上に強敵で、スペシウム光線が効かないほどの頑丈な皮膚を持つ。さらに、約100メートルはジャンプできる強い脚力を持つ。
当初は山頂付近の野鳥や魚を死滅させ、やがて観光客を襲うようになり、麓の街に出現して毒ガスをまき散らしたため、防衛軍が出動するが、撤退に追い込まれる。
急所は展開する甲羅に隠れた発光する心臓で、最後はここをイデ隊員が開発したマッド・バズーカで攻撃されて破壊され、瀕死の状態で火口へ落下して爆死する。
第35話では怪獣墓場を漂っている姿が描かれている。
- スーツアクター：鈴木邦夫[8][17]
- 名前の由来は煙から[18]。
- 『ウルトラQ』時にまとめられた「怪獣アイデア票」には「ケムラー」の名前が「少年の絵の妄想的所産」としてあり、この時は東京タワーを襲う怪鳥であった[19]。成田亨のデザイン画では、下顎が左右2つに分かれて開くように描かれており[20][21]、デザイン画どおりに造型された。着ぐるみの下顎に存在する割れ目は、その名残である[22][17]。背中の甲羅について、成田はガボラと同様の発想であると述べている[21]。
- 高山良策の日記には、当初はガマクジラの着ぐるみを改造する予定だったが、改造怪獣は手間がかかるので新造することにしたと記述されている[17]。ケムラーの体の型自体は、ガマクジラと同じものを使用している[17]。
- 脚本の時点では背中の甲羅が開く描写はなく、尾をクジャクの羽のように広げると記述されていた[17]。
- デザイン画の時点では甲羅は顔の部分まで覆っていたが、高山によってアレンジされた[17]。弱点は、台本の時点では口内の喉の発光器官だったが、造形の時点で背中に変更された[17][19]。ガスを吐くときに口内が光るのは、その名残である[17]。この変更のため、口内が光るのを見たホシノがそこが弱点だと気づく展開が削除され、本編では特に理由のないまま背中が弱点だと気づくという、不自然な展開になっている[17]。
- 本放送当時、講談社の『ぼくら』に連載されていた一峰大二による漫画作品『ウルトラマン』と、現代芸術社『現代コミクス』に掲載された井上英沖による漫画作品『ウルトラマン』のいずれにも、初戦でケムラーと対峙したウルトラマンが、大武山の地中に埋まってしまう描写がある[要ページ番号]。
  - 一峰による漫画版では、尻尾が無い。大武山からトンネルを掘ってふもとの町に出現し、好物の毒ガスを摂取するために工場地帯を襲う。科学特捜隊によってマッド・バズーカを喉元に打ち込まれるが不発に終わり、現れたウルトラマンをも毒ガスと噛みつきで苦しめる。この毒ガスには、建造物を浮かせたりスペシウム光線を拡散させたりするという効果があることも、漫画版では追加されている。最後は2つの八つ裂き光輪を空中でぶつけ合わせて炸裂させるというウルトラマンの奇策で毒ガスを打ち払われ、スペシウム光線で不発弾を起爆させられて木端微塵に吹き飛んでいる。
- 書籍『ウルトラマン ベストブック』（竹書房、1993年）では、岩本博士の言葉として最終話に登場するゼットンの甲羅はケムラーのものを参考にしているとの推測を記述している[23]。
- 『ウルトラファイト』では、ウルトラマンによって無理な体勢に持ち上げられて急所の瘤（）を破壊され、倒される。

## 『ウルトラマンパワード』に登場するケムラー
『ウルトラマンパワード』第2話「その名はウルトラマン」（米国版サブタイトル：CATCH A KEMURA BY THTAIL）に登場。玩具などではパワードケムラーの名称が用いられている。
森林公園キャンプ場の地底から出現した毒ガス怪獣。通常は地底に生息する凶暴な性質の肉食で四足歩行型である。データベースを検索したベック隊員によると「27年前にアジアで大暴れした」とされる。尾の先から高濃度の亜硫酸ガスとなる毒性を秘めた黄色い神経ガスのブラッドガスを噴射し、長い舌で獲物を捕食する。外観は初代よりも爬虫類に近く（カイ曰く「おばけイグアナ」）、感情が高ぶると敵への威嚇で展開する背中の殻に隠されている剥き出しの脳が弱点。パワードと戦い、背中の殻を無理やり開かれたところをストライクビートルに攻撃され、倒される。
- デザインは前田真宏[28]。昆虫と爬虫類の合成をコンセプトとしており、甲羅の内側の模様はアゲハチョウの羽根を[29]、尾の先端はアゲハチョウの幼虫の臭角をイメージしており[28]、第2の脳を意識して描かれた[29]。
- 企画段階では「ケムラ・ウルス（通称：ケムラーII）」という名称候補があった[30]。

## その他の作品に登場するケムラー
- 『ウルトラマンメビウス』第21話では、怪獣墓場に漂っている姿が映っている。
- 映画『大怪獣バトル ウルトラ銀河伝説 THE MOVIE』では、ベリュドラの右角を構成する怪獣の1体となっている[31]。
- 『フィギュア王』に掲載された一峰大二の読切漫画「ゴードの巻」では、バルタン星人たちによって蘇生された宇宙連合軍の怪獣軍団の1匹として登場し、ウルトラセブンと戦った。
- 漫画『ウルトラマンSTORY 0』第32話では、イカルス星人の配下として登場。第38話では、湖周辺で起きた「異変」の正体としてセブンやゾフィーと戦う。第39話では、ガボラと合体した「融合怪獣」が登場する。
- ウルトラシリーズ以外
  - 映画『メカゴジラの逆襲』に登場する海洋開発研究所の研究室には、ケムラーの解剖図が壁に張られている。
  - テレビアニメ『SSSS.GRIDMAN』第2話では、新条アカネの部屋の棚にパワードケムラーのフィギュアが飾られている[32][33]。

### 過去の映像を流用しての登場
『甦れ!ウルトラマン』
初代が登場。
『新世紀ウルトラマン伝説』
パワードケムラーが登場。
『大決戦!超ウルトラ8兄弟』
ハヤタの回想シーンに初代が登場。

## その他
前作『ウルトラQ』の未使用シナリオには「ケムラーの逆襲」というタイトルがあり、登場怪獣の名前こそ同じだが、こちらは毛虫の怪獣となっている。